# Игра Филиппова — Блиндера

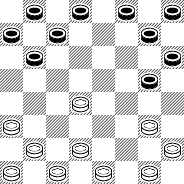
Табия дебюта

Игра Филиппова—Блиндера — дебют в русских шашках. Табия дебюта возникает после ходов 1.cb4 fg5 2. ed4 dc5 3. b:d6 e:e3 4. f:d4. Получивший самостоятельное развитие анализ Бориса Марковича Блиндера в игре Филиппова. Возможна Жертва Шмульяна — Маркачева.
Примеры партии.
С.Ингауните — Ю.Макаренкова, 6 тур Чемпионата Европы по русским шашкам среди женщин 2002 года,
1.ed4 fg5 2.cb4 dc5 3.bd6 ee3 4.fd4 bc5 5.db6 ac5 6.bc3 gf6 7.ef2 gh4 8.gf4 fe7 9.cb4 cd6 10.ab2 fe5 11.fe3 eg3 12.hf4 ef6 13.ba5 fe5 14.bc3 eg3 15.ed4 ce3 16.dh2 hg5 17.ab4 ba7 18.gf2 hg7 19.cd4 gf6 20.bc5 db4 21.ac3 dc7 22.cd2 fe5 23.df6 ge7 24.hg3 cd6 25.gf4 ab6 26.fe3 ef6 27.cd4 de5 28.fd6 hg3 29.dc3 gh2 30.cb4 hg1 31.de5 ga3. 0:2.
5-й заочный чемпионат Европы. Финал. 01.10.2008-01.10.2010
Трейнбук А.Э. – Бычков В.В. 1:1
1.ed4 fg5 2.cb4 dc5 3.b:d6 e:e3 4.f:d4 bc5 5.d:b6 a:c5 6.bc3 gf6 7.de3 de7 8.ab2 cb6 9.cd4 gh4 10.bc3 h:f2 11.e:g3 fg5 12.gf2 gh4 13.gf4 ef6 14.cb2 fg5 15.fe5 ba5 16.d:b6 a:c7 17.cd4 fe7 18.dc5 hg7 19.ed4 gf6 20.e:g7 h:f8 21.hg3 fg7 22.ab4 ef6 23.ba5 =
Бычков В.В. – Пестряев В.В. 0:2    1.ed4 fg5 2.cb4 dc5 3.b:d6 e:e3 4.f:d4 gh4 5.bc3 h:f2 6.e:g3 gf6 7.ab2 bc5 8.d:b6 a:c5
9.gh4 fe7 10.hg3 ed6 11.gh2 hg7 12.de3 fe5 13.gf4 e:g3 14.h:f4 gf6 15.cd4 cb6 16.bc3 ba7 17.cd2 de7 18.hg5 f:h4 19.de5 cd4 20.e:a5 d:f2 21.cb4 fe1 22.bc5 e:h2 x